# Edoardo Balduzzi
Edoardo Balduzzi (Tortona, 8 agosto 1920 – Varese, 12 dicembre 2013) è stato uno psichiatra italiano.
Viene considerato uno dei pionieri della psichiatria italiana moderna insieme a Franco Basaglia, di cui è stato amico nonostante, inizialmente, i due avessero diverse idee.

## Biografia
Nato nel 1920, inizia la sua carriera in Francia come psichiatra, portando la sua esperienza e il modello di psichiatria di settore in Italia negli anni 1970, ricalcata sul modello di assistenza dello Stato francese. Infatti, nel 1964, Balduzzi introduce all'ospedale psichiatrico di Varese questo modello, in cui il manicomio viene suddiviso in reparti, ognuno con il proprio personale che rappresentano diverse zone geografiche. Nonostante ciò, non si prevedeva la cancellazione di queste strutture, bensì si ebbe un rafforzamento delle pratiche utilizzate al loro interno (come l'elettroshock). Questo modello viene successivamente esportato anche a Firenze, Perugia, Arezzo, Trento, Portogruaro, Pavia e altre città italiane. Lo stesso Balduzzi rivendica l'importanza della psichiatria di settore nella approvazione della legge 180. Continuerà a dirigere l'Ospedale Psichiatrico di Varese fino al 1968. Negli anni Sessanta è Direttore dei manicomi di Torino e Venezia, sempre nell'ottica del superamento dell'istituzione manicomiale. 
Dal 1978 svolge il suo ruolo come libero professionista, visto anche il suo pensionamento. Nel 1986 propone la creazione di un gruppo di lavoro per la salute mentale all'amministrazione provinciale di Varese, che verrà chiamata con l'acronimo GLP (Gruppo di Lavoro Provinciale per la salute mentale), di cui sarà coordinatore fino al 1997. Questo progetto riunisce volontari, Asl e i Dipartimenti di Salute Mentale.
Successivamente, è stato, dal 1988 al 1993, consigliere comunale a Varese.
Muore il 12 dicembre 2013 a Varese. Era stato fino a poco prima membro attivo del GLP.

## Pubblicazioni
- (FR) La psychose puerperale, Parigi, 1951.
- La psichiatria in Francia, Reggio Emilia, Poligrafica reggiana, 1951.
- Le terapie di shock, Milano, Feltrinelli, 1962,  p. 208.
- In tema di depressioni da successo, Milano, Vita e pensiero, 1964.
- Il giardino dei gelsi, Torino, Einaudi, 1979,  p. 304. (con prefazione di Franco Basaglia)
- L'albero della cuccagna. 1964-1978 Gli anni della psichiatria italiana, Rovereto, Edizioni Stella, 2006.